# Evandro Soldati
Evandro Soldati (ur. 17 kwietnia 1985 w Ubá) − brazylijski model pochodzenia włoskiego. 
Urodził się w Ubá w stanie Minas Gerais. Trenował Capoeira i grał w piłkę nożną.
W 2001, za namową matki wziął udział w konkursie i w wieku szesnastu lat został finalistą konkursu Supermodel Brasil. W 2002, kiedy miał 17 lat i uczył się jeszcze w szkole, jego matka zachęciła go, by podjął współpracę jako model w agencji brazylijskiej Ford Models. Został przyjęty i rozpoczął karierę w świecie mody. W 2004 znalazł się na okładce „Men’s Vogue” nowojorskiego fotografa Stevena Kleina, a potem pojawiał się na okładkach magazynów takich jak „GQ Style”,  „W”, „i-D”, „Arena”, „Vanity Fair” i „Out”. Brał udział w kampaniach reklamowych Louis Vuitton, Valentino Fashion Group, Abercrombie & Fitch i Dolce & Gabbana, współpracując z takimi fotografami jak Bruce Weber, Mario Testino i Terry Richardson.
W 2008 podpisał umowę z domem mody Giorgio Armaniego na wyłączność i stał się twarzą wszystkich linii: Armani Jeans, Emporio Armani i perfum Red Fragrance. Pozowała nago dla Mert Alas & Marcus Piggott z nadzorem Marca Jacobsa, fotografie ukazały się w książce Visionaire 52 Private, sponsorowanej przez Louis Vuitton.
Według czasopisma „Forbes”, był siódmym najlepszym modelem świata roku 2008. Wystąpił w teledysku „Alejandro” (2010) do przeboju Lady Gagi.